# Liste von Persönlichkeiten der Stadt Tórshavn
Die folgende Liste enthält die in Tórshavn geborenen sowie zeitweise lebenden Persönlichkeiten, chronologisch aufgelistet nach dem Geburtsjahr. Die Liste erhebt keinen Anspruch auf Vollständigkeit.

## In Tórshavn geborene Persönlichkeiten

### Bis 1900
- Beinta Broberg (1667–1752), Färingerin
- Johan Henrik Schrøter (1771–1851), Pfarrer
- Napoleon Nolsøe (1809–1877), Arzt
- Hans Christopher Müller (1818–1897), Politiker und Beamter
- Niels Christopher Winther (1822–1892), Jurist, Politiker und Autor
- Sørin Emil Müller (1856–1922), Kaufmann, Reeder und Politiker
- Johan Carl Joensen (1857–1907), Inspektor von Grönland
- Olaf Finsen (1859–1937), Apotheker und Bürgermeister von Tórshavn
- Niels Ryberg Finsen (1860–1904), Arzt
- Christian Bærentsen (1862–1944), Gouverneur der Färöer
- Jákup Jakobsen (1864–1918), Linguist
- Janus Djurhuus (1881–1948), Dichter
- Hans Andrias Djurhuus (1883–1951), Dichter
- Johan Danielsen (1888–1953), Politiker
- Rikard Long (1889–1977), Dichter und Literaturkritiker
- Maurentius Sofus Viðstein (1892–1971), Politiker und Publizist
- Kristian Djurhuus (1895–1984), Politiker und Staatsmann
- William Heinesen (1900–1991), Dichter, bildender Künstler und Komponist
- Jørgen-Frantz Jacobsen (1900–1938), Schriftsteller

### 1901 bis 1950

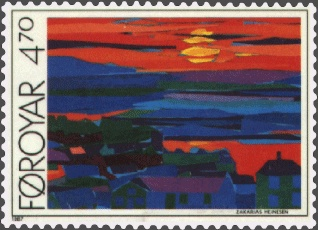
Eystara vág, die Ostbucht des Hafens. Gemälde von Zacharias Heinesen auf einer färöischen Briefmarke von 1987

- Liffa Gregoriussen (1904–1992), Modeschöpferin und Frauenrechtlerin
- Hákun Djurhuus (1908–1987), Politiker
- Jóhannes av Skarði (1911–1999), Linguist
- Janus Kamban (1913–2009), Bildhauer und Grafiker
- Regin Dahl (1918–2007), Dichter und Komponist
- Ingálvur av Reyni (1920–2005), Maler und Grafiker
- Peter F. Christiansen (1923–2012), Politiker
- Jens Pauli Heinesen (1932–2011), Schriftsteller
- Jákup Pauli Gregoriussen (1932–2021), Architekt
- Tórbjørn Poulsen (1932–2014), Politiker
- Jógvan Sundstein (1933–2024), Politiker und Løgmaður
- Zacharias Heinesen (* 1936), Maler
- Lisbeth L. Petersen (1939–2024), Politikerin
- Guðrið Helmsdal (* 1941), Lyrikerin
- Oddvør Johansen (* 1941), Schriftstellerin
- Bárður Jákupsson (* 1943), Maler, Grafiker und Kunstbuchautor
- Annika Hoydal (* 1945), Sängerin, Komponistin und Schauspielerin
- Jógvan Arge (* 1947), Politiker und Autor
- Rói Patursson (* 1947), Schriftsteller und Philosoph
- Óli Breckmann (* 1948), Politiker
- Ove Joensen (1948–1987), Ruderlegende
- Sólrún Michelsen (* 1948), Schriftstellerin und Unternehmerin
- Jógvan Isaksen (* 1950), Schriftsteller
- Heðin M. Klein(* 1950), Lehrer, Dichter, Übersetzer und Politiker

### Ab 1951
- Finnur Helmsdal (1952–2008), Politiker
- Jóanes Nielsen (* 1953), Schriftsteller und Kommunist
- Eli Smith (* 1955), Maler
- Carl Jóhan Jensen (* 1957), Schriftsteller, Literaturkritiker, Publizist und Übersetzer
- Hans Pauli Olsen (* 1957), Bildhauer
- Katrin Ottarsdóttir (* 1957), Filmemacherin
- Tóroddur Poulsen (* 1957), Schriftsteller, Grafiker und Konzeptkünstler
- Kaj Leo Johannesen (* 1964), Politiker
- Uni Arge (* 1971), Fußballspieler
- Bárður Oskarsson (* 1972), Kinderbuchautor und Illustrator
- Linda Andrews (* 1973), Gospelsängerin
- Heri Joensen (* 1973), Sänger und Gitarrist der Viking-Metal-Band Týr
- Petur Pólson (* 1973), Dichter und Musiker
- Lena Anderssen (* 1974), Singer-Songwriterin
- Hildigunn Eyðfinsdóttir (* 1975), Theater- und Filmschauspielerin
- Dánial Hoydal (* 1976), Schriftsteller und Librettist
- Teitur Lassen (* 1977), Liedermacher
- Katrin Olsen (* 1978), Ruderin
- Guðrið Hansdóttir (* 1980), Sängerin
- Súni Olsen (* 1981), Fußballspieler
- Karina Ottosen (* 1981), Triathletin
- Guðrun Sólja Jacobsen (* 1982), Sängerin
- Høgni Lisberg (* 1982), Musiker
- Vivian Ólafsdóttir (* 1984), Schauspielerin
- Heidi Andreasen (* 1985), Schwimmerin
- Ingi Højsted (* 1985), Fußballspieler
- Jónas Þór Næs (* 1986), Fußballspieler
- Gunnar Nielsen (* 1986), Fußballtorhüter
- Torkil Veyhe (* 1990), Radrennfahrer
- Helgi Ziska (* 1990), Schachspieler
- Jóhan á Plógv Hansen (* 1994), dänischer Handballnationalspieler
- Sissal (* 1995), Sängerin
- Beinir Bergsson (* 1997), Dichter
- Lea Kampmann (* 1997), Singer-Songwriterin
- Reiley (* 1997), Sänger
- Vilhelm Poulsen (* 1999), Handballspieler
- Óli Mittún (* 2005), Handballspieler

## Berühmte Einwohner von Tórshavn
- Gunnar Hoydal (1941–2021), Schriftsteller und Architekt
- Heri Joensen (* 1973), Musiker